# قانقاریا

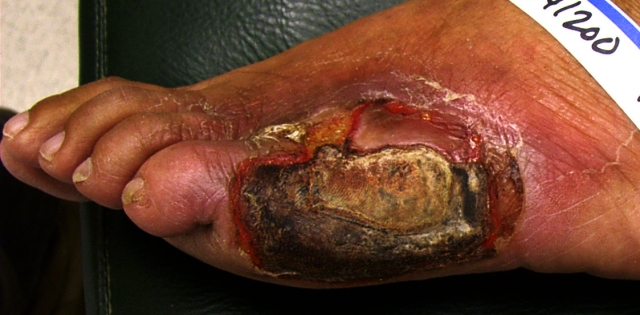
زخم‌شدگی دیابتیک با قانقاریای «خشک» در وسط و قانقاریای خیس در کناره‌ها و مقداری التهاب یاخته‌ای صعودی.

قانقاریا (به یونانی: γάγγραινα) یا سیاه‌مُردِگی یا گانگرِن (به انگلیسی: Gangrene) فساد و عفونتی است که در قسمتی از ماهیچه یا استخوان پیدا شود و آن را سیاه و فاسد کند.
این بیماری در اثر عفونت با باکتری کلوستریدیوم پرفرنژنس که حتی در زباله های خانگی هم یافت می‌شود . همچنین نوعی دیگر از این بیماری با نام قانقاریا استرپتوکوکی توسط استرپتوکوک پیوژنز یا همان استرپتوکوک‌های گروه A ایجاد می‌شود. 
این بیماری یکی از انواع بافت‌مردگی در بدن است و عفونت زخم‌ها یا آسیب خوردن به بافت‌ها باعث آن می‌شود.
هنگامی که بافت بخشی از بدن به خاطر فقدان خون‌رسانی بمیرد قانقاریا رخ می‌دهد. مرض قند یا سختی رگ نیز می‌تواند باعث سیاه‌مردگی شود.
علائم شایع قانقاریا پوست آبی یا سیاه، درد و ترشح بدبو است.
درمان این بیماری به فراخور شدت آسیبی که بافت دیده از تجویز آنتی‌بیوتیک تا قطع بخش مبتلای بدن متفاوت است.

## نگارخانه

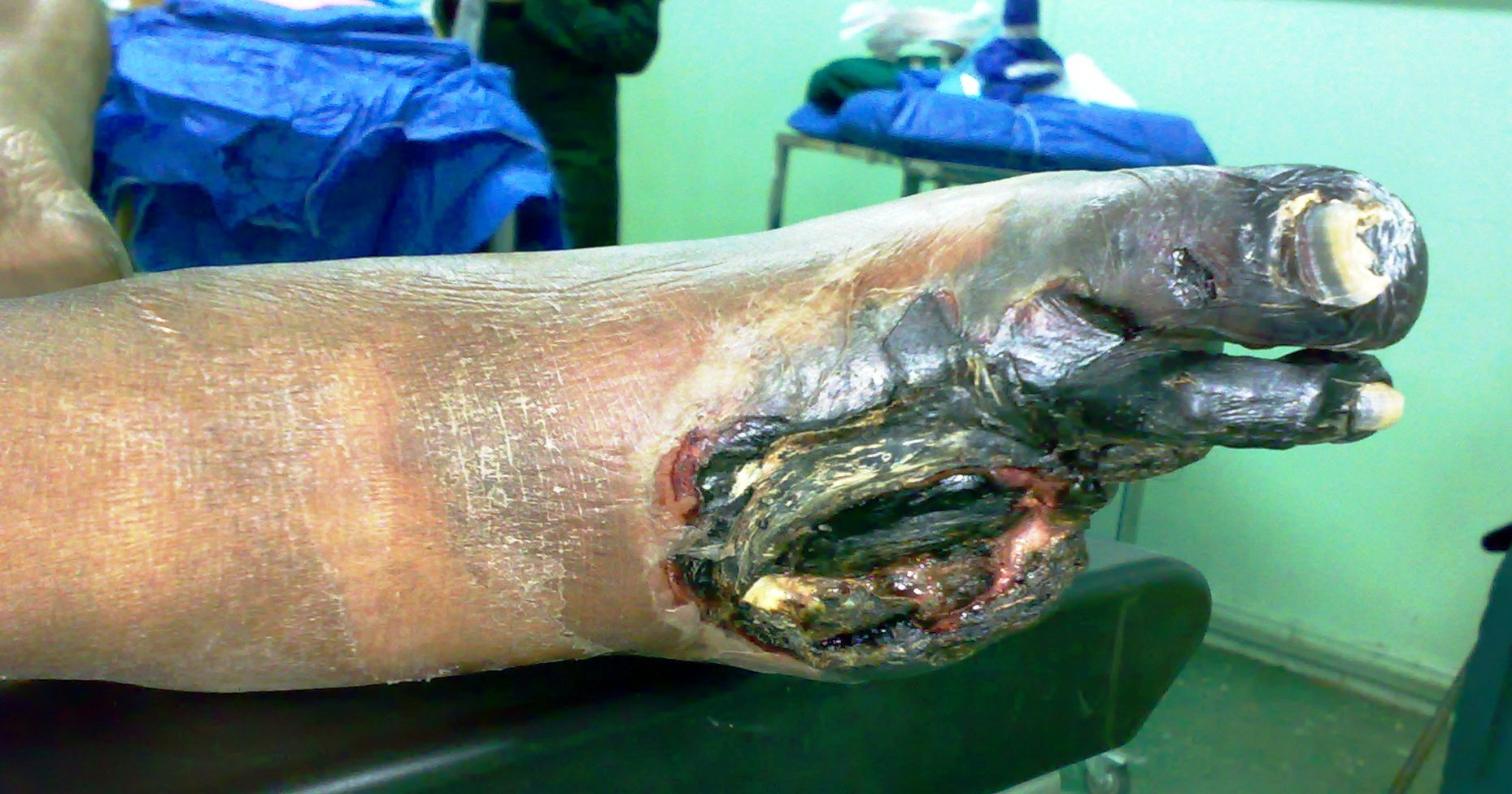
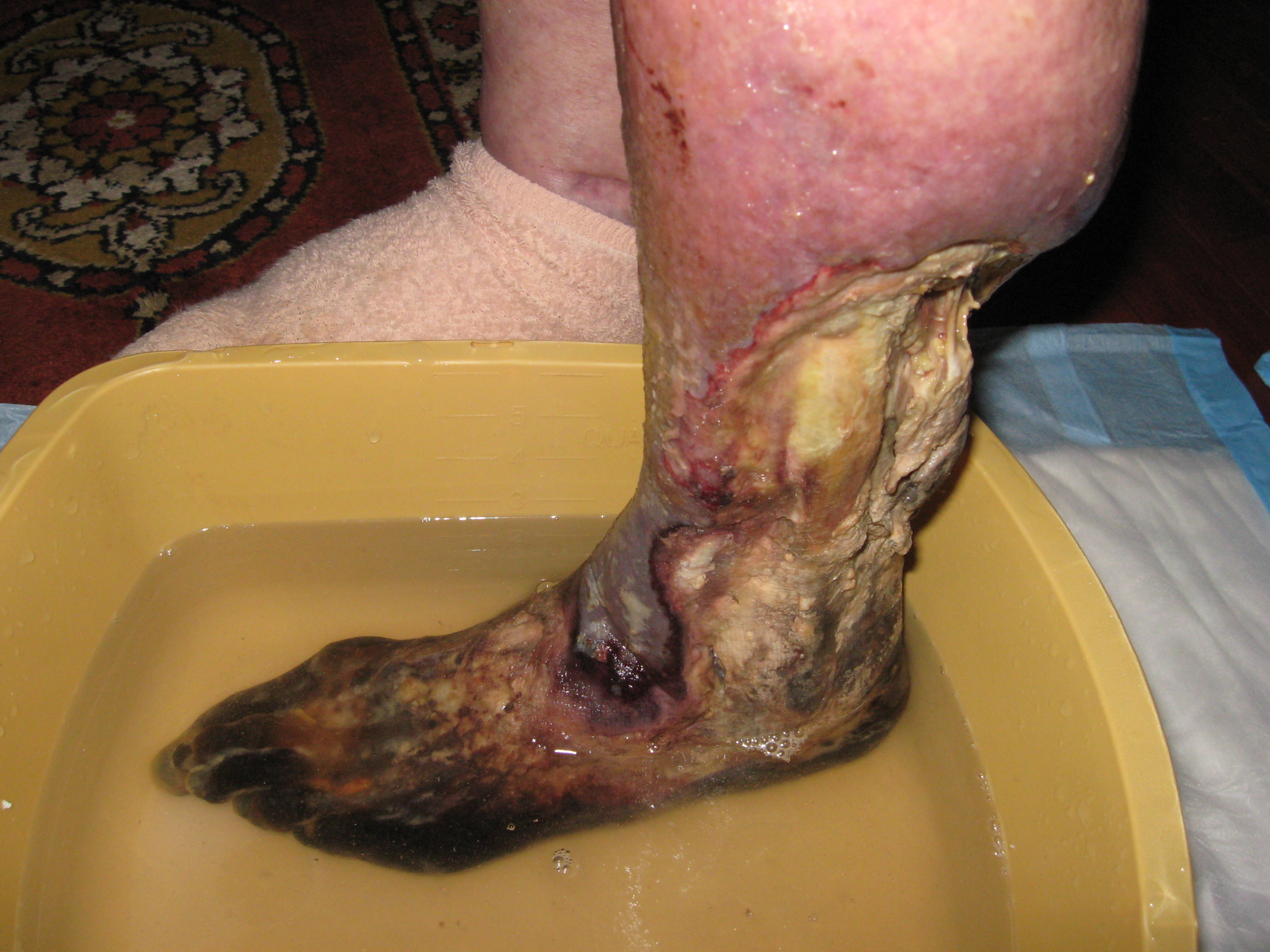
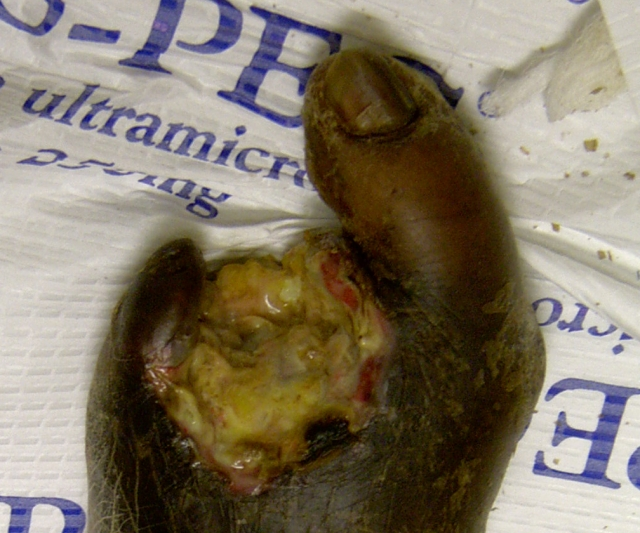
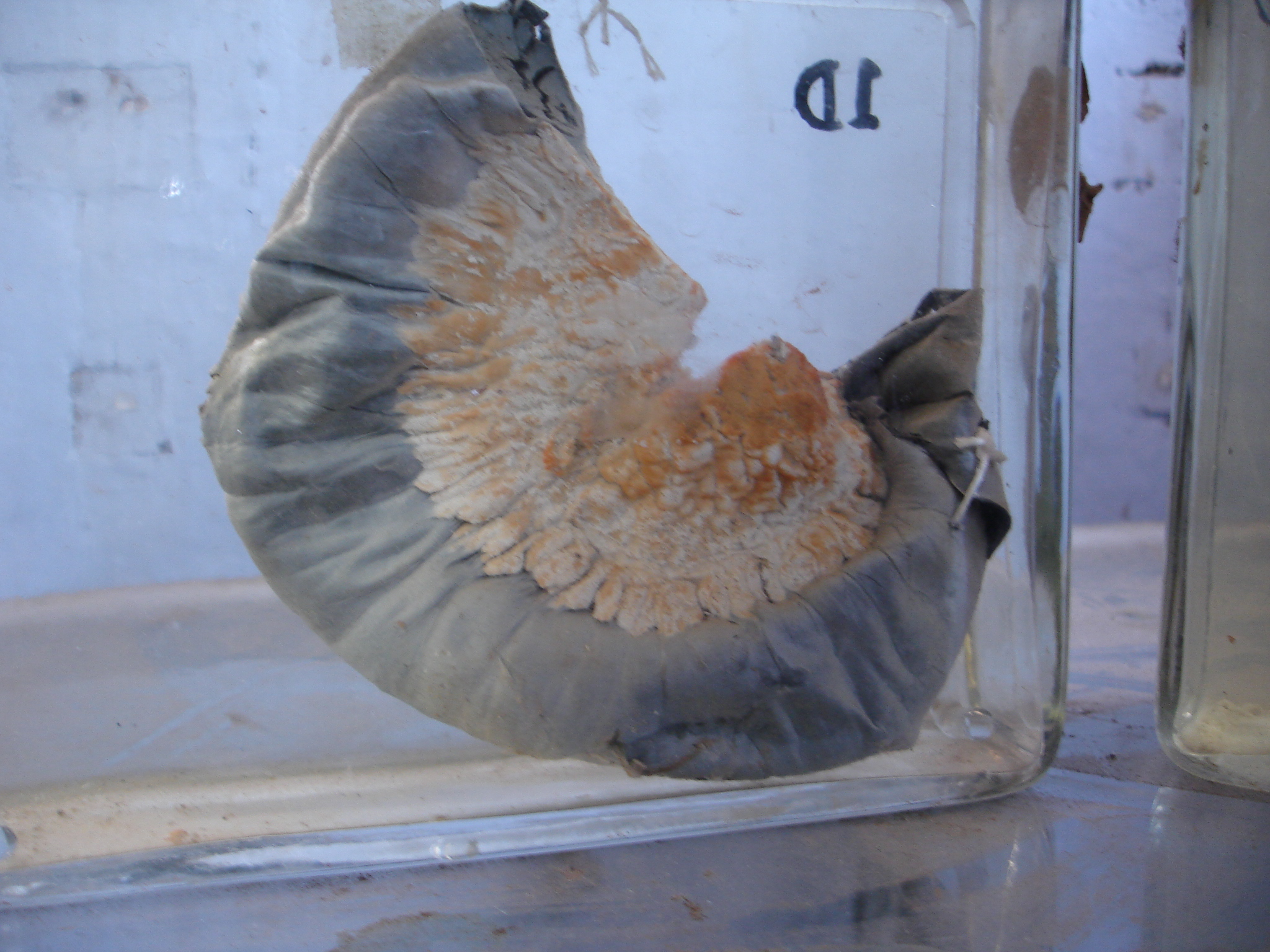